# はやし家林蔵
はやし家 林蔵（はやしや りんぞう）は、落語家の名前。
- 初代正月庵林蔵 - 後∶吉原八十太夫
- 二代目林家林蔵 - 初代林蔵の門で林蝶改メ二代目林蔵となった。『東都噺者師弟系図』には「二代目」として見える。
- 三代目一月家林蔵 - 後∶橘家林喬
- 睦月家林蔵 - 後∶林家正楽

はやし家 林蔵（はやしや りんぞう、1942年7月8日 - 2010年3月3日 ）は、落語家。千葉県富里市（旧印旛郡富里町・富里村）出身。本名は井上 利洋。出囃子は『梅が枝の手水鉢』。

## 略歴
- 1942年（昭和17年）7月 - 千葉県に生まれる。
- 1961年（昭和36年）2月 - 三代目三遊亭金馬に入門。前座名は三遊亭金時。
- 1964年（昭和39年）11月- 師匠の三代目金馬が死去。
- 1965年（昭和40年）3月 - 林家彦六門下に移籍。林家時蔵を名乗り二ツ目昇進。
- 1975年（昭和50年）9月 - 真打昇進。はやし家林蔵を襲名。
- 年代不明 - 脳梗塞で倒れる、後にパーキンソン病も発病。
- 2010年（平成22年）3月3日 - 心不全のため死去[1]。67歳没。

## 人物
軽い脳梗塞で入院し、実家で療養していた。その話が自宅の近所に広まっていた折、林蔵の弟が死去して急遽葬式を自宅で行った。しかし、会葬者は林蔵の葬式だと誤解しており、林蔵が足慣らしで夜道を歩いていると街灯の下で近所の年配の女性と遭遇した。その女性は林蔵が亡くなっていると思い込んでいたので、暗がりで林蔵の姿を見て腰を抜かした。
死去にあたり、師匠である彦六や元兄弟子で彦六を敬愛していた岸正次郎（四代目三遊亭市馬、廃業後に落語協会事務員に転向）と同様に献体されている。

## 芸歴
- 1961年 - 三代目三遊亭金馬に入門、前座名「金時」。
- 1965年 - 八代目林家正蔵門下へ移籍し二ツ目昇進、「時蔵」と改名。
- 1975年 - 真打昇進、「はやし家林蔵」と改名。

## 芸風・特技
地味な芸風であったが、多くの特技があった。とくに師匠・金馬の妻から教わった春日流の小唄が得意であった。他にも不遷流柔体術、指圧などの特技があった。

## 得意ネタ
- 子ほめ など